# Ace of Aces (Computerspiel)
Ace of Aces ist ein Luftkriegs-Shoot ’em up, das von Artech Digital Entertainment entwickelt wurde und 1986 zunächst für den Commodore 64 erschien. In der Folge wurde es auf diverse Heimcomputer und Spielkonsolen portiert.
Der Spieler übernimmt die Rolle eines Mosquito-Piloten der Royal Air Force im Zweiten Weltkrieg.

## Spielprinzip
Das Spiel teilt sich auf in vier verschiedene Missions-Typen. Der Spieler tritt an zum Luftkampf gegen feindliche Piloten und V1-Flugkörper, die auf dem Weg nach London sind. Des Weiteren gilt es, mit Bomben Züge zu zerstören und U-Boote zu versenken. Auf einer Karte in der Navigationssicht kann der Pilot den besten Weg zum Ziel suchen. Eingezeichnet sind hier auch feindliche Einheiten.

## Rezeption
Auf dem C64 wurde die Grafik gelobt, ebenso die realistischen Motorgeräusche und das sich verändernde Wetter. Die Steuerung sei hingegen träge, die Missionen wenig abwechslungsreich.